# Schwedische Badmintonmeisterschaft 1948
Die Schwedische Badmintonmeisterschaft 1948 fand in Växjö statt. Es war die zwölfte Austragung der nationalen Titelkämpfe im Badminton in Schweden.

## Titelträger
| Disziplin    | Sieger                                           |
| ------------ | ------------------------------------------------ |
| Herreneinzel | Olle Wahlberg AIK                                |
| Dameneinzel  | Amy Pettersson MAI                               |
| Herrendoppel | Nils Jonson Lars Carlsson AIK                    |
| Damendoppel  | Margareta Blomqvist Carin Stridbäck Fjäderbollen |
| Mixed        | Knut Malmgren Berit Nilsson MAI                  |